# Dalstjärnen, Medelpad
Dalstjärnen är en sjö i Ånge kommun i Medelpad och ingår i Ljungans huvudavrinningsområde.